# FC 하카
FC 하카(FC Haka)는 핀란드 피르칸마 지역의 발케아코스키 지구를 연고로 하는 축구 클럽이다. 이 팀은 핀란드에서 성공한 축구 클럽 가운데 하나로 꼽히고 있으며, 베이카우스리가 우승 9회, 핀란드 컵 우승 12회의 기록을 갖고 있다.
팀의 연고인 발케아코스키 지구는 종이 공업과 밀접한 관련을 맺고 있으며 핀란드의 종이 회사인 UPM이 팀의 스폰서를 맡고 있다. 이 팀은 1934년에 발케아코스켄 하카(Valkeakosken Haka)라는 이름으로 창단했으며 1949년에 핀란드 1부 리그인 메스타루사랴(Mestaruussarja, 현재의 베이카우스리가)에 진출했다. 이후 1955년에 도입된 핀란드 컵에서 처음으로 우승을 차지했다.
1960년대는 클럽 역사에서 가장 성공했던 시대로 꼽히며 리그 우승 3회, 컵 대회 우승 3회의 기록을 달성했다. 하카는 1972년에 2부 리그로 강등당했지만 1977년에 1부 리그로 다시 승격된다. 이후 1990년대 초반에 클럽 이름을 현재의 클럽 이름인 FC 하카(FC Haka)로 변경했으며 1998년부터 2000년까지 베이카우스리가 3연패의 기록을 달성했다.
하카는 1983-84 UEFA 컵 위너스컵에서 8강에 진출, 이탈리아의 유벤투스에 합계 0-2로 패해 4강 진출에 실패했지만, 이 기록은 클럽 역사상 유럽 축구 연맹(UEFA) 주최로 열린 국제 대회에서 기록한 최고 성적이다. 이후 하카는 1998년부터 매년 UEFA가 주최하는 국제 대회에 출전하고 있다.

## 성적
- 베이카우스리가: 우승 9회 (1960, 1962, 1965, 1977, 1995, 1998, 1999, 2000, 2004)
- 핀란드 컵: 우승 12회 (1955, 1959, 1960, 1963, 1969, 1977, 1982, 1985, 1988, 1997, 2002, 2005)
- 핀란드 리그 컵: 우승 1회 (1995)

## 선수 명단

### 현역
참고: FIFA 자격 규정에 따라 소속된 국가대표팀 국기를 표시합니다. 선수는 복수의 FIFA 비회원국 국적을 가지고 있을 수 있습니다.
| 번호 | 포지션 | 국적       | 이름      |
| ---- | ------ | ---------- | --------- |
| 1    | GK     | 북아일랜드 | 리암 휴즈 |
| 18   | MF     |            | 에투 뫼모 |

| 번호 | 포지션 | 국적 | 이름 |
| ---- | ------ | ---- | ---- |

## 역대 감독
| 감독          | 임기   |
| ------------- | ------ |
| 테무 타이니오 | 2018 ~ |